# Lara Jean Marshall
 (février 2020).
Si vous disposez d'ouvrages ou d'articles de référence ou si vous connaissez des sites web de qualité traitant du thème abordé ici, merci de compléter l'article en donnant les références utiles à sa vérifiabilité et en les liant à la section « Notes et références ».
Pour les articles homonymes, voir Marshall.
Lara Jean Marshall (née le 30 juillet 1988 à Londres en Angleterre) est une actrice australienne, connue principalement en France pour avoir joué le rôle de Lisa Atwood dans la série télévisée Grand Galop.

## Biographie
Elle est apparue dans la série télévisée australienne Grand Galop (The Saddle Club) dans le rôle de Lisa Atwood. Quand la saison 2 fut terminée, Lara est retournée à l'école pour continuer ses études et passer son bac. Elle a commencé à chanter à l'âge de 7 ans. Elle a toujours été attirée par une carrière artistique. Elle a d'ailleurs participé, enfant, à de nombreuses productions, séries et téléfilms.

Le sport occupe une place importante dans la vie de l'actrice : elle pratique l'équitation, mais aussi le surf, la course à pied et la voile avec son père.
Elle considère que le rôle de Lisa contient certaines similitudes avec son propre tempérament.

### Première vie
Lors d'une sortie avec ses parents pour aller voir un spectacle, Lara fut captivée et refusa de quitter le théâtre après la fin du show. Depuis, elle est restée très proche du monde du spectacle. Elle joua la jeune Éponine dans Les Misérables pour la 10e présentation Commémorative du Mackintosh Cameron du classique à Melbourne.
Lara a été choisie pour jouer Lisa Atwood dans la série télévisée Grand Galop, basée sur une série de livres écrits par Bonnie Bryant. Diffusée à partir de 2001, la série a remporté un grand succès dès la première saison.
Pendant les années qui suivirent la série, Lara a sorti quatre albums sur lesquels elle a partagé la vedette avec Sophie Bennett et Keenan MacWilliam, sous le nom de Grand Galop. Elles ont été récompensées par un disque d'or en Australie. Un certain nombre de singles sont sortis sous le même nom par la suite. La saison trois de "Grand Galop" est lancée fin 2008, avec des acteurs différents car leur âge ne correspondait plus à celui de leur personnage.

## Le Spectacle Royal de Pâques de Sydney
Lara Jean Marchall et certains des acteurs de la série Grand Galop ont exécuté le Spectacle d'Arène à cheval pendant le Spectacle Royal de Pâques de Sydney en 2004, au Superdôme de Sydney, devant plus de 7,000 personnes.